# Viuuulentemente mia
Pour plus de détails, voir Fiche technique et Distribution.
Viuuulentemente mia  est un film italien réalisé par Carlo Vanzina, sorti en 1982.

## Synopsis
La riche Anna Tassotti Malomi (Laura Antonelli), est en fuite, poursuivie par le fisc qui lui reproche de ne pas avoir payé ses impôts. Sur le chemin de l'aéroport, elle est arrêtée par une voiture de police, conduite par Achille Cotone (Diego Abatantuono) qui, ignorant qu’elle est recherchée, s'excuse de l’avoir retardée et lui propose de l'accompagner à l'aéroport. De retour au commissariat, son  supérieur lui fait comprendre  qu'il fait une grosse erreur.
Achille retrouve Anna en Espagne, détenue par la police pour absence de papiers, et commence alors un long périple pour la ramener en Italie avec mille aventures. Arrivés à Ibiza avec le commissaire, Anna réussit à les convaincre de venir déjeuner au restaurant d'un ami proche (Christian De Sica), qui essaie de l'aider en mettant un laxatif dans la nourriture des deux officiers de police mais qui n’agit que sur le supérieur d’Achille.
Achille se retrouve donc seul à gérer la situation. À la faveur d'une grève des contrôleurs aériens, il réquisitionne le jet privé d’Anna pour retourner en Italie. Les mauvaises conditions météorologiques provoquent l’atterrissage en catastrophe de l'avion en Corse, d'où les voici repartis tous les deux sur le yacht dérobé à l’ex-mari d’Anna (Guido Nicheli). Une fois en Italie, Achille remet Anna aux autorités, mais il est nommé disciplinairement en Sardaigne pour les troubles qu’il a créés.
Anna sort de prison et retrouve Achille et ils peuvent voir leur avenir ensemble.

## Fiche technique
- Réalisation : Carlo Vanzina
- Scénario : Mario Amendola, Bruno Corbucci, Carlo Vanzina
- Production : Maurizio Amati
- Montage : Raimondo Crociani
- Costumes : Bruna Parmesan
- Musique : Armando Trovajoli
- Genre : Comédie
- Durée : 90 minutes
- Pays de production : Italie
- Date de sortie : 1982

## Distribution
- Diego Abatantuono : Achille Cotone
- Laura Antonelli : Anna Tassotti Malomi
- Guido Nicheli : Rodolfo
- Jackie Basehart : Franck Lovejoy
- Christian De Sica : Juan Lopez y Aragona de Figeroa
- Roberto Della Casa : commissaire Manghera
- Guido Cerniglia : l’avocat Pardini
- Diego Cappuccio : Cappuccio
- Flora Carabella : Elvira
- Maurizio Fardo : le pilote

## Source de la traduction
- (it) Cet article est partiellement ou en totalité issu de l’article de Wikipédia en italien intitulé « Viuuulentemente mia » (voir la liste des auteurs).